# مارک فیوره (بازیکن فوتبال)
مارک فیوره (انگلیسی: Mark Fiore؛ زادهٔ ۱۸ نوامبر ۱۹۶۹) بازیکن فوتبال اهل بریتانیا است.
از باشگاه‌هایی که در آن بازی کرده‌است می‌توان به باشگاه فوتبال چالفونت سنت پیتر، باشگاه فوتبال ویمبلدون، باشگاه فوتبال سلو تاون، باشگاه فوتبال والتون اند هرشام، باشگاه فوتبال پلیموث آرگیل، باشگاه فوتبال چشام یونایتد، و باشگاه فوتبال فلکول هیث اشاره کرد.